# تايتشي يامادا
تايتشي يامادا (مواليد 6 يونيو 1934، طوكيو في اليابان)، هو كاتب وروائي، وكاتب سيناريو ياباني. درس في جامعة واسيدا.

## الجوائز
- جائزة أساهي

## روابط خارجية
- تايتشي يامادا على موقع IMDb (الإنجليزية)
- تايتشي يامادا على موقع قاعدة بيانات الفيلم (الإنجليزية)